# Ismenia Pauchard
Ismenia Pauchard Demierre (Traiguén, 20 de noviembre de 1932-Caburgua, Pucón, 22 de mayo de 2004) fue una baloncestista chilena, considerada la mejor en la historia del básquetbol en Chile. Integró la selección nacional en las décadas de 1950 y 1960; como tal, participó en torneos Sudamericanos, Panamericanos y Mundiales, siendo, en su momento, catalogada entre las mejores baloncestistas del continente.
Dejó el básquetbol activo a la edad de 41 años y se dedicó a dirigir equipos femeninos.

## Biografía
Sus inicios deportivos fueron en su época de estudiante en el liceo de la sureña ciudad de Angol practicando atletismo, en las especialidades de salto de altura, salto largo y 200 metros.
Se trasladó a Santiago para comenzar su vida laboral y en forma paralela inició sus progresos como baloncestista.
Su inicio en el área profesional está registrado el año 1951, en el club Famae, tres años más tarde después de destacarse como joven figura de proyección, vicecampeona de Santiago en 1953, en 1954, pasó a Colo-Colo, titulándose ese año campeona en el nacional de Valparaíso. En el club albo, vistió siempre la camiseta número 6 durante 18 exitosos años obteniendo, desde 1956, títulos en cada una de las temporadas competitivas.
Las excepciones, fueron el año 1964 en el cual Colo-Colo habiendo obtenido el título de campeón en la cancha, este le fue quitado por secretaría. Los años 1968 y 1969, se tituló campeona defendiendo la camiseta del club Antonio Labán, equipo que se formó con exjugadoras albas, debido a que el club albo en esos dos años no funcionó, declarando en receso por falta de financiamiento y apoyo del club del cacique.
Igualmente durante su período activo fue seleccionada de Santiago en los campeonatos nacionales que se celebraban anualmente, sumando múltiples títulos.
En relación con su club, en distintas etapas de su carrera activa se confesó hincha de Colo-Colo, "Yo soy colocolina" dijo en el año 1962 en una entrevista que le realizó la Revista Gol y Gol. El año 1968, con motivo del receso del club albo y su partida a otro club, declaró “que los hinchas comprendan el porqué de nuestra partida, pero yo sigo y seguiré siendo colocolina. Llevo un “indio” en el pecho en lugar de corazón”. El año 1972 indicó “Sobre Colo Colo, bueno, es una camiseta que aprendí a querer desde muy temprano”.
Con Colo-Colo en febrero de 1957 obtuvo el título de campeón, en calidad de invicto, en el torneo internacional “Estrellas Sudamericanas” en Lima, Perú.
El año 1973 se retira del básquetbol activo, dedicándose a enseñar a las nuevas generaciones, como entrenadora en los equipos de básquetbol femenino de Banco del Estado, Universidad de Santiago (1981-1983) y Thomas Bata (1984), a la vez que se desempeña laboralmente en la institución bancaria estatal. Durante dos años fue presidenta del "Círculo de antiguos deportistas Juan Ramsay".
Una vez dejada la actividad deportiva y social, se trasladó a vivir en el sur, cercana a Pucón, en Caburgua, donde falleció trágicamente el 22 de mayo de 2004 al ser asesinada por un gásfiter a quien encaró tras haberle robado algunas de sus pertenencias. Sus restos mortales descansan en el Cementerio Parque Angol, de esa ciudad sureña.

### Selección nacional
Fue internacional con la selección de baloncesto de Chile, obteniendo dos veces el título de campeona sudamericana: - Quito (Ecuador) en 1956 y – Santiago (Chile) en 1960, además cuatro veces subcampeona sudamericana: - Sao Paulo (Brasil) en 1954 - Asunción (Paraguay) en 1962, - Cali (Colombia) en 1967 y – Santiago (Chile) en 1968.
Así mismo concurrió a dos Campeonatos Panamericanos: 1959 en Chicago (USA) y en 1963 en Sao Paulo (Brasil). En ambos torneos, medalla de bronce para el quinteto chileno que ocupó el tercer lugar.
También participó en dos mundiales: 1957 en Brasil y 1964 en Perú.

#### Participaciones en Copas del Mundo
| Mundial                    | Sede           | Resultado | PJ | P   | PPP  |
| -------------------------- | -------------- | --------- | -- | --- | ---- |
| Campeonato Mundial de 1957 | Río de Janeiro | 7° Lugar  | 8  | 125 | 15.6 |
| Campeonato Mundial de 1964 | Lima           | 11° Lugar | 8  | 128 | 16   |

## Estadísticas

### Clubes
| Club                            | País  | Año         |
| ------------------------------- | ----- | ----------- |
| Club Famae                      | Chile | 1951 – 1953 |
| Colo-Colo (básquetbol femenino) | Chile | 1954 – 1967 |
| Club Antonio Labán              | Chile | 1968 – 1969 |
| Colo-Colo (básquetbol femenino) | Chile | 1970 – 1973 |

## Palmarés

### Campeonatos nacionales
| Título                                    | Club                            | Ciudad       | Año  |
| ----------------------------------------- | ------------------------------- | ------------ | ---- |
| 12° Nacional                              | Selección Santiago              | Valparaíso   | 1954 |
| 13° Nacional                              | Selección Santiago              | Santiago     | 1955 |
| 14° Nacional                              | Selección Santiago              | Antofagasta  | 1956 |
| Asociación de Santiago                    | Colo-Colo (básquetbol femenino) | Santiago     | 1956 |
| Asociación de Santiago                    | Colo-Colo (básquetbol femenino) | Santiago     | 1957 |
| Asociación de Santiago                    | Colo-Colo (básquetbol femenino) | Santiago     | 1958 |
| Asociación de Santiago                    | Colo-Colo(básquetbol femenino)  | Santiago     | 1959 |
| 15° Nacional                              | Selección Santiago              | Chuquicamata | 1960 |
| Asociación de Santiago                    | Colo-Colo(básquetbol femenino)  | Santiago     | 1960 |
| Campeonato de Preparación (Apertura)      | Colo-Colo(básquetbol femenino)  | Santiago     | 1961 |
| Asociación de Santiago                    | Colo-Colo(básquetbol femenino)  | Santiago     | 1961 |
| Campeonato de Preparación (Apertura)      | Colo-Colo(básquetbol femenino)  | Santiago     | 1962 |
| Asociación de Santiago                    | Colo-Colo(básquetbol femenino)  | Santiago     | 1962 |
| 18° Nacional                              | Selección Santiago              | Santiago     | 1962 |
| Campeonato de Invitación (Apertura)       | Colo-Colo(básquetbol femenino)  | Santiago     | 1963 |
| Asociación de Santiago                    | Colo-Colo(básquetbol femenino)  | Santiago     | 1963 |
| 19° Nacional                              | Selección Santiago              | Santiago     | 1963 |
| Campeonato de Invitación (Apertura)       | Colo-Colo(básquetbol femenino)  | Santiago     | 1965 |
| Asociación de Santiago                    | Colo-Colo(básquetbol femenino)  | Santiago     | 1965 |
| Asociación de Santiago                    | Colo-Colo(básquetbol femenino)  | Santiago     | 1966 |
| Campeonato de Preparación (Apertura)      | Colo-Colo(básquetbol femenino)  | Santiago     | 1967 |
| Asociación de Santiago                    | Colo-Colo(básquetbol femenino)  | Santiago     | 1967 |
| Asociación de Santiago                    | Club Antonio Labán              | Santiago     | 1968 |
| Campeonato de Preparación (Apertura)      | Club Antonio Labán              | Santiago     | 1969 |
| Asociación de Santiago                    | Club Antonio Labán              | Santiago     | 1969 |
| 22° Nacional                              | Selección Santiago              | Valparaíso   | 1970 |
| Asociación de Santiago – Segunda División | Colo-Colo(básquetbol femenino)  | Santiago     | 1970 |
| Asociación de Santiago                    | Colo-Colo(básquetbol femenino)  | Santiago     | 1971 |
| Asociación de Santiago                    | Colo-Colo(básquetbol femenino)  | Santiago     | 1972 |
| Asociación de Santiago                    | Colo-Colo(básquetbol femenino)  | Santiago     | 1973 |

### Copas internacionales
| Título                    | Club                                   | País    | Año  |
| ------------------------- | -------------------------------------- | ------- | ---- |
| Campeonato Sudamericano   | Selección de Chile Básquetbol Femenino | Ecuador | 1956 |
| Estrellas Sudamericanas   | Colo-Colo (básquetbol femenino)        | Perú    | 1957 |
| Campeonato Sudamericano   | Selección de Chile Básquetbol Femenino | Chile   | 1960 |
| Copa “Amelia Reyes Pinto” | Selección de Chile Básquetbol Femenino | Chile   | 1961 |

### Distinciones individuales
| Distinción                                        | Año  |
| ------------------------------------------------- | ---- |
| Máxima encestadora Campeonato Sudamericano Lima   | 1958 |
| Máxima encestadora Campeonato Asociación Santiago | 1960 |
| Máxima encestadora Campeonato Sudamericano Cali   | 1967 |
| Deportista destacado – 40 años Revista Estadio    | 1981 |